# Tyren Johnson
Tyren Milton Johnson (Edgard, Luisiana, 24 de julio de 1988) es un baloncestista estadounidense que pertenece a la plantilla del Dorados de Chihuahua de la LNBP. Con 2,03 metros de estatura, juega en la posición de ala-pívot.

## Trayectoria deportiva

### Universidad
Jugó cuatro temporadas con los Ragin' Cajuns de la Universidad de Luisiana en Lafayette en las que promedió 7,8 puntos, 4,7 rebotes, 1,5 asistencias y 1,1 tapones por partido. En su última temporada fue incluido en el mejor quinteto de la Sun Belt Conference y elegido Jugador del Año tras promediar 17,9 puntos y 8,0 rebotes por partido.

### Profesional
Tras no ser elegido en el Draft de la NBA de 2010, fichó por el equipo belga del Okapi Aalstar, pero no llegó a debutar. Al año siguiente fue elegido en el Draft de la NBA D-League por los Rio Grande Valley Vipers, en la decimocuarta posición de la primera ronda, con los que disputó una temporada en la que promedió 11,4 puntos y 5,6 rebotes por partido.
En 2013 fichó por el equipo francés del Champagne Châlons Reims, donde jugó una temporada en la que promedió 15,5 puntos y 6,3 rebotes por encuentro. Sin cambiar de liga, al año siguiente firmó con el Hyères-Toulon Var Basket, donde completó una temporada en la que promedió 16,0 puntos y 6,2 rebotes.
En septiembre de 2014 regresó al Okapi Aalstar belga, donde completó una temporada en la que promedió 13,2 puntos y 5,4 rebotes por partido.
En junio de 2015 fichó por el Uşak Sportif turco, pero fue cortado antes del comienzo de la temporada. Se marchó entonces al baloncesto japonés, fichando por el Kyoto Hannaryz, donde completó una temporada en la que promedió 16,9 puntos y 6,9 rebotes por partido. En septiembre de 2016 firmó con el Lavrio BC griego, donde únicamente jugó seis partidos en los que promedió 10,5 puntos y 5,3 rebotes.
En julio de 2017 fichó por el ADA Blois Basket de la Pro B francesa, donde en su primera temporada promedió 15,4 puntos y 5,3 rebotes por partido.
El 27 de julio de 2023 fichó por el SLUC Nancy Basket de la LNB Pro A.